# William Randal Cremer
Sir William Randal Cremer (n. 18 martie 1828 – d. 22 iulie 1908), cunoscut datorită numelui „Randal”, a fost un parlamentar liberal și pacifist englez.
Cremer a fost ales Secretar al Asociației Internaționale a Muncitorilor în 1865, dar a demisionat doi ani mai târziu.
A fost parlamentar liberal pentru circumscripția parlamentară din Haggerston în districtul Shoreditch al burgului Hackney din 1885 până în 1895, și din 1900 până la sfârșitul vieții sale în 1908 din cauza pneumoniei.
Cremer a câștigat Premiul Nobel pentru Pace în 1903 pentru munca depusă în arbitrajul internațional, în special în tratatul de arbitraj anglo-american. A fost cofondator al Uniunii Interparlamentare și al Ligii Internaționale de Arbitraj.
A fost numit Cavaler (Chevalier) al Legiunii de onoare franceze franceze, a primit Ordinul Regal Norvegian al Sfântului Olav și a fost înnobilat în 1907.